# Либёрд, Эрл
Эрл Тайрон Либёрд (англ. Earl Tyrone Liburd; род. 24 марта 1954, Невис) — виргинский боксёр. Участник летних Олимпийских игр 1976 года.

## Биография
Эрл Либёрд родился 24 марта 1954 года на острове Невис в британской колонии Сент-Кристофер-Невис-Ангилья (сейчас в Сент-Китсе и Невисе).
В 1976 году вошёл в состав сборной Американских Виргинских Островов на летних Олимпийских играх в Монреале. В весовой категории до 71 кг в 1/16 финала прошёл без борьбы Мохамеда Маджери из Туниса, в 1/8 финала проиграл нокаутом Роландо Гарбею с Кубы.
После Олимпиады стал выступать в профессиональном боксе, проведя 29 октября 1976 года первый поединок в Шарлотте-Амалии против Кида Рапитина, завершившийся вничью. До декабря 1980 года провёл 22 боя на Американских Виргинских Островах, в США и Канаде, одержал 11 побед, потерпел 9 поражений, один поединок закончился вничью.